# Luna (cognome)
Luna è un cognome di lingua italiana.

## Varianti
De Luna, Della Luna, La Luna, Lonate, Lonati, Lonato, Lunati, Lunatici, Lunato, Lunella, Lunelli, Lunetta, Lunetti.

## Origine e diffusione
Il cognome è panitaliano.
Potrebbe derivare da un toponimo o riferirsi al prenome Luna, a sua volta legato al satellite.
Le varianti De Luna, Della Luna e La Luna sono meridionali.

## Persone
- Diana Luna (1982) – golfista italiana
- Jenny Luna (1931) – cantante italiana
- Riccardo Luna (1965) – giornalista italiano